# Хомустахский 2-й наслег
Хомустахский 2-й наслег — сельское поселение в Намском улусе Якутии Российской Федерации.
Административный центр — село Хатас.

## История
Статус и границы сельского поселения установлены Законом Республики Саха (Якутия) от 30 ноября 2004 года N 173-З N 353-III «Об установлении границ и о наделении статусом городского и сельского поселений муниципальных образований Республики Саха (Якутия)».

## Население
| 2002 | 2010 | 2011 | 2012 | 2013 | 2014 | 2015 |
| ---- | ---- | ---- | ---- | ---- | ---- | ---- |
| 755  | ↗812 | ↗814 | ↘806 | ↘774 | ↗781 | ↗790 |
| 2016 | 2017 | 2018 | 2019 | 2020 | 2021 |      |
| ↘756 | ↗770 | ↘769 | ↗772 | ↗776 | ↘772 |      |

## Состав сельского поселения
| № | Населённый пункт | Тип населённого пункта       | Население |
| - | ---------------- | ---------------------------- | --------- |
| 1 | Воин             | село                         | ↘27       |
| 2 | Тарагай-Бясь     | посёлок                      | ↘41       |
| 3 | Хатас            | село, административный центр | ↗735      |
| 4 | Юнер-Олох        | посёлок                      | ↗1        |